# Leonhard Schmucker
Leonhard Schmucker (* 10. Dezember 1919 in Ruhpolding; † 15. Januar 2019 ebenda) war ein deutscher Kommunalpolitiker (CSU). Er war von 1970 bis 1990 Landrat des Landkreises Traunstein.

## Werdegang
Laut einer Darstellung des Magazins Der Spiegel aus dem Jahr 1958 begann Schmuckers Berufslaufbahn im Jahr 1940 als Kreiskassenverwalter im böhmischen Bergreichenstein, nachdem er zuvor schon als 18-Jähriger in die NSDAP, in die Nationalsozialistische Volkswohlfahrt, in den Reichsbund der Deutschen Beamten, in den Reichsluftschutzbund und in den Reichskolonialbund eingetreten war. Im Frühjahr 1942 wurde er für anderthalb Jahre zum nebenamtlichen Leiter der dortigen SD-Außenstelle berufen. Nach Kriegsende verurteilte ihn die US-amerikanische Besatzungsmacht in diesem Zusammenhang zu 30 Monaten Gefängnis, er kam aber nach kurzer Zeit in den Genuss einer Jugendamnestie der Spruchkammer.
Im Jahr 1948 war Schmucker Kreisinspektor und dann in der oberbayerischen Gemeinde Ruhpolding Gemeindeamtmann. Im Namen der Gemeinde Ruhpolding und weiterer 15 Kommunen erreichte er in einer langwierigen Auseinandersetzung mit dem Bayerischen Staatsministerium des Innern, dass 1956 die gemeindefreien Gebiete um die oberbayerischen Gebirgsgemeinden reduziert wurden. Allein Ruhpolding wurden die bewohnten gemeindefreien Gebietsteile der Forstbezirke Sulzberg, Zell, Ruhpolding, Urschlau, Vachenau und Seehaus in der Größenordnung von 3500 Hektar zugesprochen.
Zur Landtagswahl 1958 wurde er von der CSU im Stimmkreis Traunstein als Kandidat für den Bayerischen Landtag nominiert. Nachdem der Spiegel seine NS-Vergangenheit thematisiert hatte und nach einem darauffolgenden Gespräch mit dem CSU-Mitbegründer und Landwirtschaftsminister Alois Hundhammer zog Schmucker die Kandidatur zurück.
Von 1966 an war Schmucker Bürgermeister von Ruhpolding. Im März 1970 kandidierte er erfolgreich als Landrat des Landkreises Traunstein. Er setzte sich dabei mit 500 Stimmen Vorsprung gegen den SPD-Kandidaten Ludwig Schwabl durch. Schwerpunkte seiner Tätigkeit als Landrat waren die Einrichtung von Gymnasien und Berufsschulen, die Ansiedlung von Gewerbebetrieben, die Kulturförderung und Maßnahmen gegen die Zersiedelung des Landschaftsraums. Nach 20 Jahren im Amt verzichtete er 1990 auf eine erneute Kandidatur.

## Auszeichnungen
- Bundesverdienstkreuz
- Kommunale Verdienstmedaille in Silber
- Bayerischer Verdienstorden
- Goldener Ehrenring des Landkreises Traunstein
- 30. Juni 1988: Ehrenring der Stadt Traunstein
- Ehrenbürger der Gemeinde Ruhpolding